# Anopheles belenrae
Anopheles belenrae este o specie de țânțari din genul Anopheles, descrisă de Rueda în anul 2005.
Este endemică în South Korea. Conform Catalogue of Life specia Anopheles belenrae nu are subspecii cunoscute.